# Giuseppe Moretti
Giuseppe Moretti CRSP (ur. 10 listopada 1938 w Recanati) – włoski duchowny rzymskokatolicki, barnabita, superior misji „sui iuris” Afganistanu w latach 2002–2014.

## Życiorys
Święcenia prezbiteratu przyjął 9 marca 1963 jako członek zakonu barnabitów.
16 maja 2002 po utworzeniu Misji „sui iuris” został przez papieża Jana Pawła II mianowany przełożonym misji „sui iuris” Afganistanu.
W 2014 zrezygnował z kierowania Misją i przeszedł na emeryturę.